# Joseph Claussat
Joseph Claussat (12 octobre 1874 Pont-du-Château -9 novembre 1925 La Ferté-Vidame) est un homme politique français du  début du XXe siècle, député socialiste du Puy-de-Dôme de la Troisième République.

## Biographie

### Famille
Il est le fils de Joseph Claussat (13 mars 1846, Pont-du-Château-11 avril 1910, Clermont-Ferrand) et  d'Élisabeth Dassaud . 
Joseph Claussat père s'engage à 18 ans au 3e régiment de zouaves, il fait les campagnes d’Algérie et du Mexique. 
Il épouse le 22 avril 1872 Elisabeth Dassaud fille d’un aubergiste de Châteldon. Le couple aura huit enfants dont :
- Jean (1872-1916)  commandant d’infanterie mort lors de l’opération consécutive à sa blessure de guerre lors d’un combat à Verdun,
- Elisabeth, Eugénie, Marie, Marguerite, Jeanne (1888-1959) qui épousera Pierre Laval,
- Pierre, Clovis, François, Joseph, appelé Joseph Claussat.
- Marie (dite « Marguerite ») mère de la peintre Josette Bournet

Docteur en médecine, il est élu conseiller municipal de Châteldon puis nommé maire en 1881, il le restera jusqu’en 1891
Il est élu conseiller général en 1883, l’élection ayant été annulée, il est réélu en 1884.
Il est nommé inspecteur des enfants de l'Assistance publique de l’Indre en 1890 puis en Savoie en 1895 puis dans le Puy-de-Dôme en 1901.
Joseph Claussat père avait été initié à la loge maçonnique de Clermont fondée en 1868 Les enfants de Gergovie du Grand Orient de France. Ses deux fils le seront également.

### Études et carrière professionnelle
Il étudie au collège de Thiers puis au lycée de Châteauroux.
Inscrit à la faculté de médecine de Clermont puis de Lyon, il est reçu docteur en médecine en 1899.

### Parcours politique
Pendant ses études de médecine, il rejoint le comité révolutionnaire de Clermont en 1894 et est initié à la franc-maçonnerie.
Il est élu conseiller général du canton de Châteldon en juin 1907. De nombreuses réclamations sont introduites en Conseil d’État en raison de pression de la famille  qui règne à travers le canton. Il y aura même contestation sur une fausse lettre de soutien du député Noël Chamerlat. Son élection est entérinée en  mai 1908 alors qu’il est élu maire de Châteldon le même mois. Il le restera jusqu’à sa mort.
Le 11 juin 1911,se qualifiant de candidat des pauvres il est élu député de Thiers à la suite du décès du député Chamerlat survenu le 13 avril. Son élection vaut plébiscite et il obtient 12 343 voix contre seulement 704 voix à M. Guillemin et 31 voix à M. Cotillon, sur 13.888 votants. En 1914, il l'emporte au premier tour face à M. Thave (9 525 voix contre 7 342). Il sera reconduit dans ses fonctions au scrutin de liste en 1919 et 1924. Il siège à la commission de l'agriculture et à la commission de l'hygiène.

### Vie privée et décès
Le 14 août 1913, il épouse une savoyarde, Marguerite Sacouman (24 février 1883, à Genève - 12 novembre 1925). Le couple n'aura pas d'enfants.
Il meurt brutalement d'une hémorragie cérébrale lors d’une partie de chasse le 9 novembre 1925 à La Ferté-Vidame près de Chartres, à l'âge de 51 ans. Sa femme se suicidera trois jours plus tard.

### Postérité
Son buste figure à l'entrée de Châteldon où une rue porte son nom. Un monument lui est également consacré à Ris sur le chemin de Châteldon à Bancherelle
Des rues portent également son nom à Chamalières, Puy-Guillaume, Thiers, Clermont-Ferrand et des places à Billom et Royat.

## Mandats parlementaires
- 1911- 1925 : député du Puy-de-Dôme (Parti socialiste)

## Mandats politiques locaux
- 1900 : conseiller municipal de Pont-du-Château
- 1907 - 1925 : conseiller général du canton de Châteldon
- 1908 - 1925 : maire de Châteldon

## Sources
- « Joseph Claussat », dans le Dictionnaire des parlementaires français (1889-1940), sous la direction de Jean Jolly, PUF, 1960 [détail de l’édition]